# Jindřich ze Žitavy
Jindřich ze Žitavy (kolem 1203? – 1253/1254?) byl český šlechtic z rodu Ronovců, kastelán v Budyšíně, který se později přestěhoval do východních Čech.

## První Ronovci
Jindřichovým otcem byl Smil z Tuháně, první dnes známý Ronovec. Jindřich měl staršího bratra Častolova ze Žitavy a sestru Scholastiku. Oženil se dvakrát, s první manželkou měl dva syny, Smila z Lichtenburka a Častolova z Ronova. Druhé manželství uzavřené roku 1251 se Sibylou, vdovou po Přibyslavovi z Křižanova, zůstalo bezdětné.

## Životopis
Po smrti svého otce nebyl ještě plnoletý a pravděpodobně strávil mládí na dvoře svého vrstevníka Václava I. V roce 1227 se jeho a bratrovo jméno poprvé vyskytlo v listinách u držení vsi Kojaty.
Ve třicátých letech 13. století (cca 1232–1237) zastával úřad královského purkrabího v Budyšíně, což umožnilo jeho rodu získat pevné postavení pro vybudování rodové majetkové domény v této oblasti, především kolem města Žitavy. Spolu s ním se na Budyšínsko a sousední Žitavsko, které bylo tehdy součástí českého království, dostal i Častolov, Jindřichův starší bratr. Při povstání mladého kralevice Přemysla v letech 1248–1249 proti svému otci Václavovi se spolu se svým bratrem postavil za krále. Oba bratři pak získávali na Žitavsku se souhlasem krále další pozemky a počínaje rokem 1238 začali užívat predikátu de Sitavia (ze Žitavy). V listině jím vydané v roce 1248 je podepsán titulem purkrabí ze Žitavy.
Zatímco bratr Častolov s rodinou na Žitavsku zůstal, Jindřich se i se svými syny přestěhoval do východních Čech (viz Lichtenburkové), podruhé se zde roku 1251 oženil a nedlouho poté, někdy v letech 1253–1254, zemřel.

## Pozemková držba
Jindřich držel rodové statky spolu se svým bratrem Častolovem v nedílu. Původní rodová držba byla ves Tuháň, podle níž byl zván jejich otec a dále statky na dolním Poohří a Litoměřicku, kde je doložena držba Lovosic, Libochovic, vsi Vojnice, Klapý, Nučničky a Chodžovice. Možné je i vlastnictví vsí Křesín, Levousy, Velké Žernoseky, Prackovice a Liběšice. Bratři také drželi blíže neznámé statky na Žitavsku a Českomoravské vrchovině.